# Tlalapa, Cualác
Tlalapa är en ort i Mexiko.   Den ligger i kommunen Cualác och delstaten Guerrero, i den sydöstra delen av landet, 200 km söder om huvudstaden Mexico City. Tlalapa ligger 1 787 meter över havet och antalet invånare är 358.
Terrängen runt Tlalapa är kuperad. Runt Tlalapa är det ganska tätbefolkat, med 108 invånare per kvadratkilometer. Närmaste större samhälle är Huamuxtitlán, 15,3 km nordost om Tlalapa. I omgivningarna runt Tlalapa växer huvudsakligen savannskog.